# La Vie
Pour les articles homonymes, voir Vie (homonymie).
Pour l’article ayant un titre homophone, voir Lavis.
La Vie est un hebdomadaire français chrétien d'actualité. Il est édité par Malesherbes Publications, filiale du Groupe Le Monde.

## Histoire
En 1945, Georges Hourdin, Ella Sauvageot, Joseph Folliet et le père Boisselot o.p. lancent le magazine La Vie catholique illustrée. Ce magazine reprend le titre de l'hebdomadaire La Vie catholique que Francisque Gay avait fondé en 1924 (avant d'être racheté par Georges Hourdin qui le fusionna avec Temps présent en 1938) tout en mettant l'accent sur l'image à laquelle la période d'après-guerre commence à donner beaucoup de place. À ses débuts, le magazine fut vendu par des militants le dimanche, à la sortie des messes et lors d'animations de paroisse, puis se mirent en place des abonnements, et enfin la vente en kiosque à partir de 1976. Le 1er janvier 1977, le magazine devient simplement La Vie.
Xavier Grall, remarqué par Georges Hourdin, entre en 1952 dans l'équipe de rédaction et en devient le secrétaire général en 1961. Il publie des billets, des chroniques – le billet d'Olivier, exposé de ses passions et de ses humeurs sur des sujets d'actualité –, des essais sur François Mauriac ou James Dean, etc.
Avec l'arrivée de nouvelles publications, comme Radio-Cinéma (le futur Télérama), La Vie devient un groupe de presse qui, en 2003, est intégré au groupe La Vie-Le Monde.
En 2001, La Vie crée une association qui regroupe en 2006, plus de 3 000 lecteurs grâce à cinquante relais régionaux disséminés sur le territoire français : Les Amis de La Vie. Cette association donne profondeur à son slogan (« Un journal s’écrit avec ses lecteurs ») en organisant rencontres, débats et universités d'été.
L'hebdomadaire, proche du catholicisme social, est cependant indépendant de la hiérarchie catholique ; il lui arrive parfois d'indiquer son opposition à certaines de ses orientations.
En 2012, La Vie a une diffusion payée, en France, de 110 752 exemplaires. Pour cette même année, elle est bénéficiaire et gagne un million d'euros pour un chiffre d'affaires de 20 millions d’euros. En 2019, la diffusion payée France est passée à 74 232 exemplaires.
En juin 2013, Pierre Bergé, président du conseil de surveillance du groupe Le Monde et militant de la cause homosexuelle, attaque le rédacteur en chef de La Vie pour un éditorial hostile au mariage pour tous. Il menace d'« abandonner La Vie si de telles prises de position devaient se reproduire ». Pierre Bergé a été critiqué pour ces propos par le Pôle d'indépendance du Monde.

### Directeurs de la rédaction
- Georges Hourdin
- José de Broucker
- Jean-Claude Petit 1992-2000
- Max Armanet 2000-2006
- Jean-Pierre Denis 2006-2020
- Aymeric Christensen 2020-

## Objectifs
Ce magazine entend atteindre trois objectifs :
1. Rendre son sens à l'actualité, en particulier en distinguant les points importants des secondaires, les informations avec et sans enjeux, mais aussi en portant une grande attention au changement de la vie dans le monde et dans le quotidien de ses lecteurs, ou encore en replaçant de grands débats d'actualité dans leur contexte historique et culturel.
2. Porter un regard chrétien et humaniste sur le monde, en plaçant l'Homme au centre de ses préoccupations et diffusant comme valeurs principales la liberté, la solidarité, la justice et la tolérance.
3. Aider l'homme au quotidien, en aidant chacun à rechercher son équilibre personnel partagé entre la vie avec les autres et le bien-être intérieur.

## Organisation du magazine
La Vie offre trois accès différents à l'information chaque semaine :
- Un dossier de référence, traitant généralement un sujet de société ou d'actualité grâce à des enquêtes, analyses et témoignages divers ;
- Cinq rubriques principales :
  - Modes de vie ;
  - Le monde en marche ;
  - Religions-spiritualités ;
  - Culture ;
  - Espace TV ;
- Un cahier détachable Les essentiels, abordant des sujets de culture et de spiritualité non limités au christianisme.

L'écrivain, essayiste et journaliste Jean-Claude Guillebaud (un des fondateurs de Reporters sans frontières) y tient une chronique d'observation de la société et de la vie politique.
En outre, une page était réservée à un entretien entre une personnalité et le psychanalyste Gérard Miller.
La Vie change son contenu pour l'été en traitant des sujets plus légers pour les vacanciers.

## Diffusion
|      | Diffusion payée | Diffusion payée | Diffusion totale |
|      | France          | Total           | Diffusion totale |
| ---- | --------------- | --------------- | ---------------- |
| 2011 | 117 356         | 119 899         | 123 586          |
| 2012 | 110 752         | 113 090         | 116 215          |
| 2013 | 104 111         | 106 376         | 109 141          |
| 2014 | 97 558          | 99 739          | 102 225          |
| 2015 | 92 619          | 94 841          | 97 276           |
| 2016 | 88 037          | 90 190          | 92 087           |
| 2017 | 83 835          | 85 889          | 87 685           |
| 2018 | 79 077          | 80 961          | 82 820           |
| 2019 | 74 232          | 75 992          | 77 971           |

Près de 99 % de la diffusion sont le fait d'abonnements individuels.